# Col d'Ey
Le col d'Ey,  à 718 mètres d'altitude, se situe entre Sainte-Jalle, dans la vallée de l'Ennuye, et Buis-les-Baronnies, dans la vallée de l'Ouvèze.
La route qui l'emprunte est très calme et en très bon état. Le col offre un panorama sur la vallée de l’Ennuye.

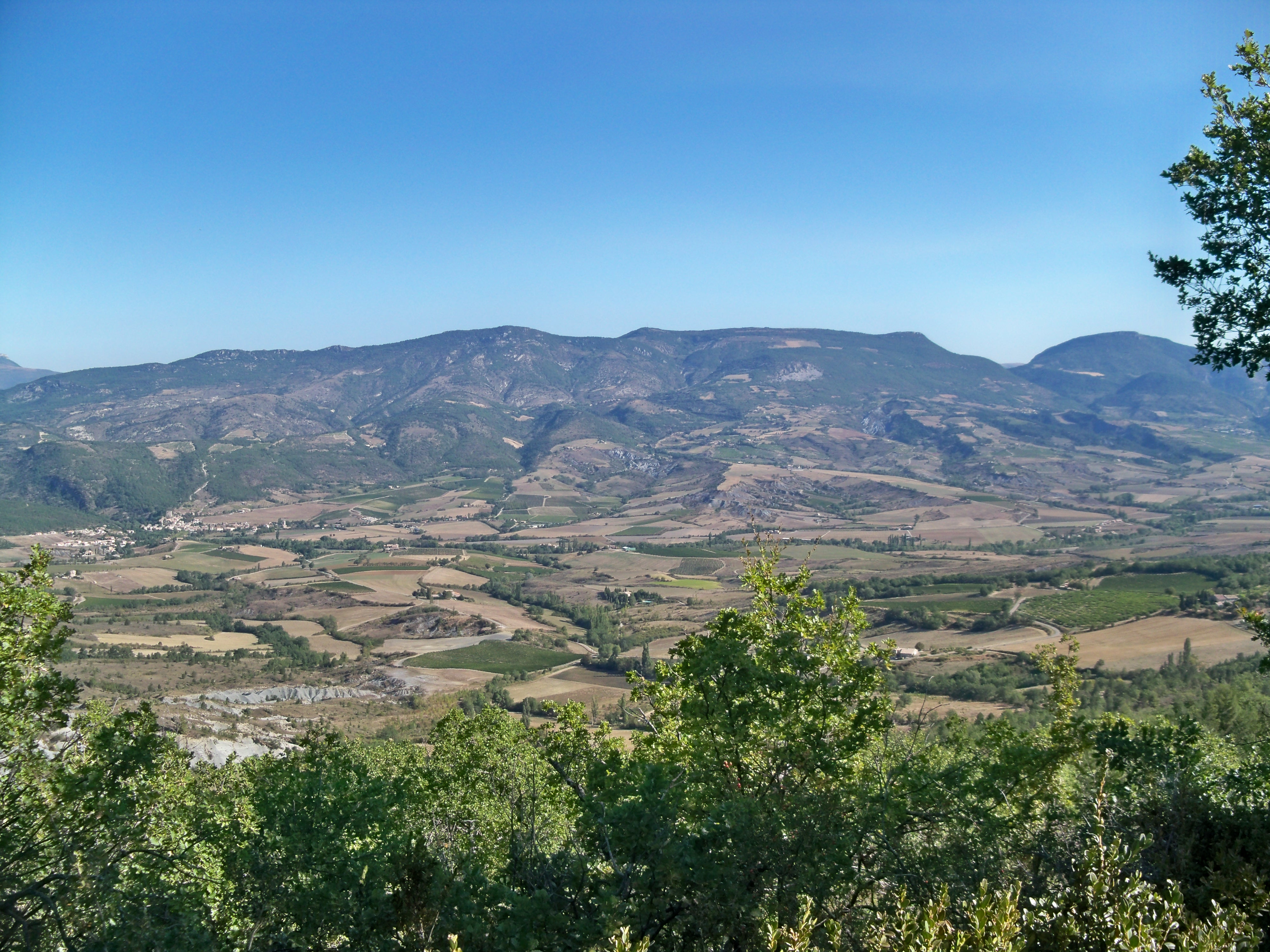
Vue depuis le col sur la vallée d'Ennuye avec Sainte-Jalle à gauche ; en arrière-plan, la montagne de Buisseron au centre et le Casset à droite.

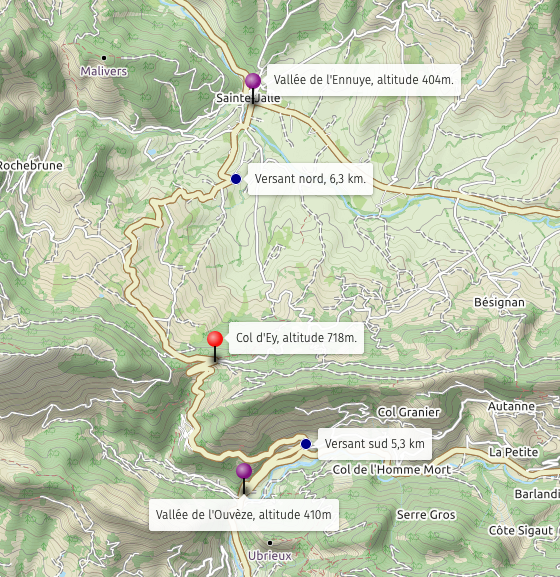
Carte du col d'Ey.